# Zarzew (Łódź)

Podział Widzewa na osiedla administracyjne – wyszczególnione osiedle Zarzew

Podział Widzewa na obszary Systemu Informacji Miejskiej – wyszczególniony obszar SIM Zarzew

Zarzew (początkowo jako Rozdrażew, następnie Rozrażew) – dawna wieś, a współcześnie osiedle w Łodzi znajdujące się na obszarze Widzewa, zamieszkane przez 20 944 osoby (2014). Została ulokowana w 1584 roku, na terenach biskupstwa włocławskiego (w powiecie brzezińskim województwa łęczyckiego) przez biskupa Hieronima Rozdrażewskiego.

## Granice osiedla
- granica przebiegająca terenami zakładów przemysłowych, przez tory PKP trasy Łódź-Chojny – Łódź-Widzew, przez tereny ogródków działkowych, wzdłuż południowej granicy Parku Podolskiego, ul. Zbaraską (od ul. Puszkina do ul. Łęczyckiej)
- ul. Łęczycką – numery parzyste (od ul. Zbaraskiej do ul. Milionowej)
- ul. Milionową – numery nieparzyste (od ul. Łęczyckiej do torów PKP trasy Łódź-Chojny – Łódź-Widzew)
- wzdłuż torów PKP trasy Łódź-Chojny – Łódź-Widzew (od ul. Milionowej do ul. Przybyszewskiego)
- ul. Przybyszewskiego – numery nieparzyste (od torów PKP trasy Łódź-Chojny – Łódź-Widzew do ul. Puszkina)
- ul. Puszkina – numery nieparzyste (od ul. Przybyszewskiego do granicy Widzewa).

Na terenie osiedla znajduje się cmentarz Zarzew.

## Historia
Zarzew, podłódzka wieś należąca niegdyś do klucza łódzkiego będącego własnością biskupów włocławskich, założona została przez biskupa Hieronima Rozdrażewskiego w 1584 r. Początkowo nosiła nazwę Rozdrażew – od nazwiska założyciela. Jednak po uproszczeniu fonetycznym tej nazwy na przełomie XVIII i XIX wieku przybrała ona formę Zarzew. We wsi istniało też sołectwo, czasami określane mianem wójtostwa. Obejmowało ono dwie włóki (ok. 33 ha) gruntów ornych oraz niewielkie łąki. Składało się na nie kilka zabudowań gospodarczych i mieszkalnych. Pod koniec XVIII wieku było tu 8 takich obiektów: niewielki dworek oraz 7 budynków gospodarczych znajdujących się dalej od wsi, na tzw. Zarzewku. Sołectwo zarzewskie i wójtostwo łódzkie należały wtedy powiem do posesora szlacheckiego Załęskiego. Położone w Zarzewie zagrody chłopskie usytuowane były w odległości 1,5 km na południe od Widzewa i ok. 3,5 km na wschód od Wólki, a więc w przybliżeniu na zachód od cmentarza. Według danych z końca XVI w. na terenie wsi działało 19 gospodarstw czynszowych i liczba ta nie zmieniła się przez następne dwa wieki. Z kolei pod koniec XVIII w. było tu ok. 17–18 gospodarstw zamieszkiwanych przez 74 osoby.
Od 1867 w gminie Chojny. 18 sierpnia 1915 część wsi Zarzew włączono do Łodzi. W okresie międzywojennym należał do powiatu łódzkiego w woj. łódzkim. W 1921 roku liczba mieszkańców wynosiła 240. 1 września 1933 weszła w skład nowo utworzonej gromady Zarzew, składającej się ze wsi Zarzew i wsi Poręby. Podczas II wojny światowej włączone do III Rzeszy. Po wojnie Zarzew powrócił na krótko do powiatu łódzkiego woj. łódzkim, lecz już 13 lutego 1946 włączono go do Łodzi.